# Campeonato sub-20 de la AFF 2006
El Campeonato sub-20 de la AFF 2006 se llevó a cabo en Kuantan, Malasia del 13 al 17 de septiembre y contó con la participación de 4 selecciones juveniles del Sureste de Asia y Oceanía.
Australia fue el campeón del torneo tras ser el que sumó más puntos durante el torneo.

## Participantes
| - Australia - Malasia | - Tailandia - Vietnam |

## Resultados
| País      | J | G | E | P | GF | GC | GD | Pts |
| --------- | - | - | - | - | -- | -- | -- | --- |
| Australia | 3 | 3 | 0 | 0 | 8  | 0  | +8 | 9   |
| Malasia   | 3 | 1 | 1 | 1 | 4  | 4  | 0  | 4   |
| Tailandia | 3 | 1 | 0 | 2 | 3  | 6  | -3 | 3   |
| Vietnam   | 3 | 0 | 1 | 2 | 3  | 8  | -5 | 1   |

| Equipo 1  | Resultado | Equipo 2  |
| --------- | --------- | --------- |
| Tailandia | 0-3       | Australia |
| Malasia   | 2-2       | Vietnam   |
| Vietnam   | 0-4       | Australia |
| Tailandia | 1-2       | Malasia   |
| Vietnam   | 1-2       | Tailandia |
| Australia | 1-0       | Malasia   |

## Campeón
| Campeonato sub-20 de la AFF 2006 |
| -------------------------------- |
| Bandera de Australia             |
| Australia 1º Título              |